# Dysdera brignolii
Dysdera brignolii là một loài nhện trong họ Dysderidae.
Loài này thuộc chi Dysdera. Dysdera brignolii được miêu tả năm 1989 bởi Dunin.